# Ditrichophora rampinii
Ditrichophora rampinii är en tvåvingeart som först beskrevs av Canzoneri och Giuseppe Giovanni Antonio Meneghini 1975.  Ditrichophora rampinii ingår i släktet Ditrichophora och familjen vattenflugor. Inga underarter finns listade i Catalogue of Life.